# جودة وتكلفة وتسليم
الجودة والتكلفة والتسليم (QCD) تعني وفقًا لاستخدامها في التصنيع الرشيق (lean manufacturing) القيام بقياس أحد الأنشطة التجارية وتطوير مؤشرات الأداء الرئيسية. وغالبًا ما ينشأ تحليل الجودة والتكلفة والتسليم منفصلاً عن عمليات التحسين المستمرة.
وعلى الرغم من أن تقنية الجودة والتكلفة والتسليم لها أصول في قطاع التصنيع، إلا أنه يُمكن استخدامها في مجموعة مختلفة من البيئات التجارية مثل إدارة سلسلة الإمداد والهندسة.

## فوائد تقنية الجودة والتكلفة والتسليم
تُقدم تقنية الجودة والتكلفة والتسليم طريقة مباشرة لعمليات القياس مع إمكانية تطبيقها على كل من العمليات التجارية البسيطة والمعقدة. كما أنها تمثل أساسًا لمقارنة الأنشطة التجارية. فعلى سبيل المثال يمكن بسهولة مقارنة الاستنتاجات الخاصة بأداء تجاري لقياس تسليم مُورد بغيره مقارنةً بأداء عمليات التسليم التجارية الأخرى.

## وصلات خارجية
- Applying QCD to Supply Chain

بذرة صناعة